# Alexandra Eremia
Alexandra Georgiana Mariana Eremia (Bukarest, 1987. február 19. –) olimpiai és Európa-bajnok román tornász.

## Életpályája
A bukaresti CSA Steaua Klubban kezdte pályafutását. Első fontosabb eredményét 2001-ben a Román Országos Junior bajnokságon érte el egyéni összetettben szerezve ezüstérmet. Nemzetközi színtéren 2002-ben a pátrai junior Európa-bajnokságon a csapattal ezüstérmes, gerendán pedig negyedik helyezett lett.
Az Anaheimban 2003-ban megszervezett világbajnokságon a gerendán és felemás korláton végrehajtott gyakorlataival járult hozzá a csapat ezüstérméhez.
2004 volt karrierjének legtermékenyebb éve. Ekkor Amszterdamban a csapattal megszerezte az Európa-bajnoki címet, továbbá gerendán az ezüstérmet. Az athéni nyári olimpiai játékokon aranyérmes lett a csapattal és bronzérmes gerendán.
2006-os visszavonulását követően, a Bukaresti Nemzeti Testnevelési és Sport Egyetemen diplomázott, majd a Bukaresti Steaua Klubnál lett edző.
2004-ben a Sport Érdemrend I. osztályával tüntették ki.
Ugyanazon évben Déva városa díszpolgárává avatta.